# Napoli Turbo Folk
Ha chiesto ai giovani una botta di energia.»
(il giornalista Federico Vacalebre alla trasmissione radiofonica Cantanapoli, 9 maggio 2011)
Napoli Turbo Folk, pubblicato il 18 aprile 2011 su CD (JL 001), è un album discografico del cantante Mario Trevi, accompagnato dal gruppo Lunabianca.

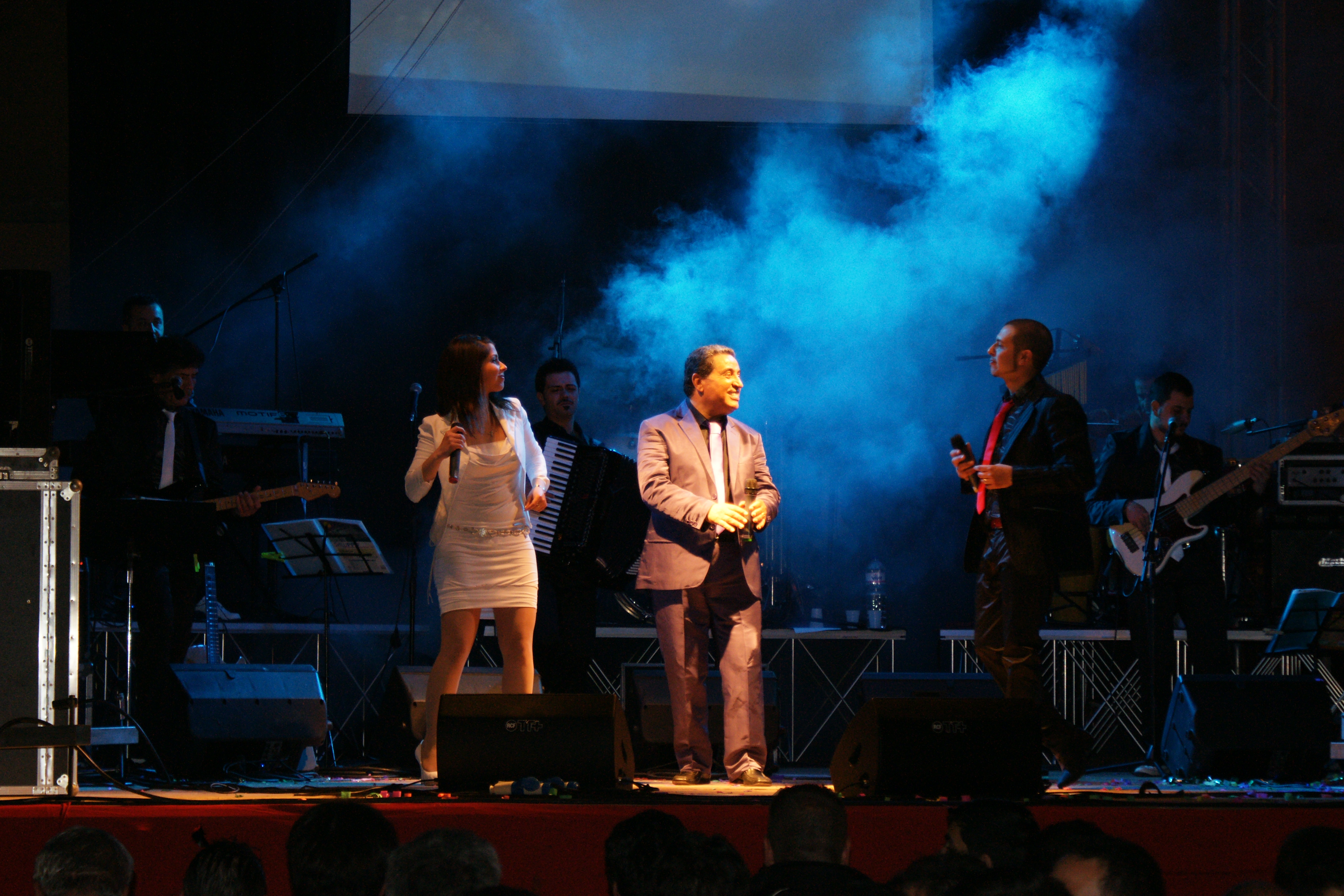
Mario Trevi accompagnato dai Lunabianca durante lo spettacolo Mario Trevi Lunabianca in concerto (17 aprile 2010)

## Il disco
Il disco è una raccolta di canzoni classiche napoletane (eccetto il brano inedito Luna bianca) rivisitate con arrangiamenti moderni composti da ritmi accelerati, e suoni elettronici, combinati con il folklore e la storia della canzone napoletana. È il primo disco in cui Mario Trevi propone il suo cambiamento artistico. Il progetto nasce dallo spettacolo Mario Trevi Lunabianca in concerto, nato da un'idea di Giovanni Brignola e presentato per la prima volta il 17 aprile 2010, nel quale Trevi è accompagnato dai Lunabianca, un gruppo di otto musicisti. Il disco viene presentato ufficialmente al pubblico alla Fnac del Vomero a Napoli il 6 maggio 2011.
Sul suo cambiamento artistico, Trevi ha commentato: Non piacerà a tutti, deluderà i tradizionalisti, ma piace ai giovani, e questo piace a me perché il mondo è dei giovani. Il disco è composto da brani classici napoletani più un inedito firmato da Tony Tammaro.

## La copertina
Il fronte della copertina presenta un fondo bianco con, a destra, il titolo del disco, con la scritta napoli turbo folk con i colori della bandiera italiana, e, a sinistra, l'immagine di un Pinocchio in legno steso su una mezzaluna di cartone color lavanda (il colore della mezzaluna richiama quello del vestito indossato da Trevi durante le sue esibizioni).
Il perché della presenza del famoso personaggio di Carlo Collodi deriva dal fatto che, essendo Mario Trevi Lunabianca in concerto uno spettacolo progettato per l'estero, si decise di usare Pinocchio come simbolo di quest'ultimo: stando alle parole di Trevi, il famoso burattino è un rappresentante dell'Italia nel Mondo; una sorta di Pulcinella per Napoli e Arlecchino per Bergamo.  Il retro della copertina presenta ancora una volta il fondo bianco, con i titoli dei brani, sulla sinistra, ed un primo piano del Pinocchio di legno, sulla destra.

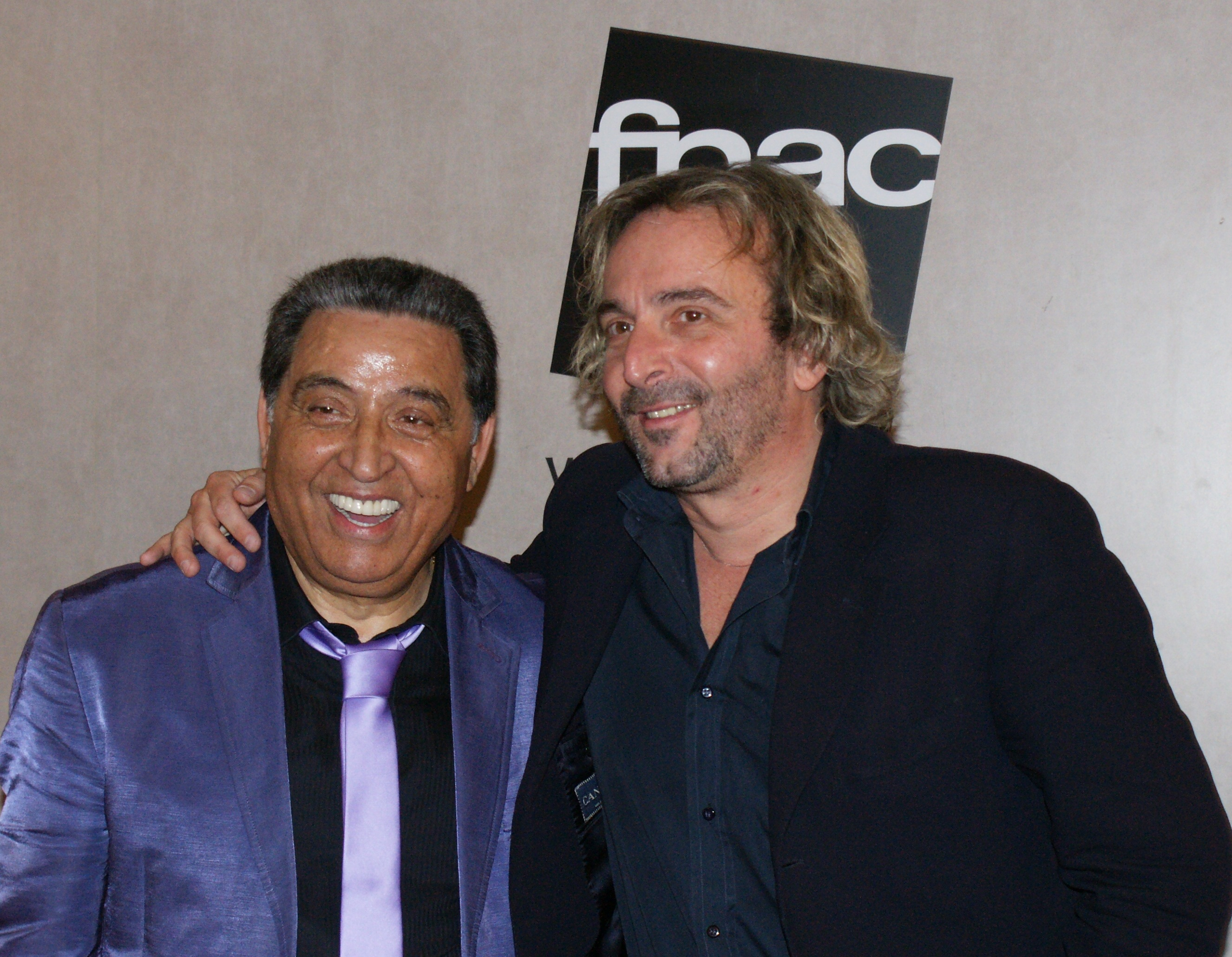
Mario Trevi e Tony Tammaro alla Fnac di Napoli durante la presentazione del disco Napoli Turbo Folk (6 maggio 2011)

## Tracce
1. 'O sarracino - 3:29 - (Nicola Salerno - Renato Carosone)
2. Luna bianca - 2:26 - (Tony Tammaro)
3. Guaglione - 3:35 - (Nicola Salerno - Giuseppe Fanciulli)
4. Luna rossa - 3:26 - (Vincenzo De Crescenzo - Antonio Vian)
5. Tu ca nun chiagne - 3:10 - (Libero Bovio - Ernesto De Curtis)
6. Chella llà - 2:37 - (Umberto Bertini - Taccani)
7. Dicitencello vuje - 3:16 - (Enzo Fusco - Rodolfo Falvo)
8. 'A sunnambula - 2:48 - (Gigi Pisano - Eduardo Alfieri)
9. Lazzarella - 3:59 - (Riccardo Pazzaglia - Domenico Modugno)
10. Scapricciatiello - 3:02 - (Pacifico Vento - Ferdinando Albano)
11. Reginella - 2:33 - (Libero Bovio - Gaetano Lama)
12. 'O sole mio - 3:08 - (Giovanni Capurro - Eduardo Di Capua)
13. Tu vuo' fa' l'americano - 3:04 - (Nicola Salerno - Renato Carosone) (quest'ultimo brano presenta degli accenni musicali della canzone popolare Bella ciao)
14. Tammurriata nera - 2:40 - (Edoardo Nicolardi - E. A. Mario)
15. Indifferentemente - 2:50 - (Umberto Martucci - Salvatore Mazzocco)[11]

## Formazione
- Mario Trevi (cantante solista)
- Marco Sentieri (voce secondaria)
- Angela Lettieri (voce secondaria)
- Nino Casapulla (tastiera, cori, direzione d'orchestra)
- Tony Martuccelli (batteria, cori)
- Carlo Merola (chitarra elettrica, cori)
- Paolo Pollastro (basso elettrico, cori)
- Gianni Papa (fisarmonica, cori)
- Antonio Moschese (percussioni, cori)
- Luciano De Fortuna (percussioni, cori)
- Stany Roggiero (percussioni delle botti)[15]